# 辛西納
辛西納（法語：Sincina），是馬里的城鎮，位於該國南部，由錫卡索區的庫蒂亞拉省負責管轄，面積210平方公里，海拔高度370米，2009年人口17,025，人口密度每平方公里81人。